# Chlamydopsis australis
Chlamydopsis australis är en skalbaggsart som beskrevs av Michael S. Caterino 2003. Chlamydopsis australis ingår i släktet Chlamydopsis och familjen stumpbaggar. Inga underarter finns listade i Catalogue of Life.